# Hubert Heron
George Hubert Hugh Heron (Uxbridge, 30 gennaio 1852 – 5 giugno 1914) è stato un calciatore inglese, di ruolo attaccante.

## Biografia
Suo fratello minore, Francis, giocò con lui nel Wanderers e nella Nazionale inglese.

## Caratteristiche tecniche
È descritto nel Football Annual del 1875 come "un'ala utile e al tempo stesso brillante, un po' troppo egoista nel suo gioco, anche se negli ultimi tempi è molto migliorato in questo senso".

## Carriera
Durante la sua carriera ha giocato per la squadra di Uxbridge prima di passare al Wanderers, dove ha vinto tre FA Cup. In seguito ha vestito la casacca dello Swifts, rappresentando anche le squadre del Middlesex e di Londra.
Tra il 1873 e il 1876 fece parte della commissione della Football Association, guadagnandosi da vivere come commerciante di vino a Bournemouth, assieme al fratello.

### Nazionale
Esordisce l'8 marzo 1873 contro la Scozia (4-2). Viene convocato per altri quattro incontri in cinque anni, giocando da capitano il 4 marzo del 1876, in una sfida persa 3-0 contro la Nazionale scozzese.

## Palmarès

### Club

#### Competizioni nazionali
- Coppa d'Inghilterra: 3

Wanderers: 1875-1876, 1876-1877, 1877-1878